# Stade Pierre-Mauroy
Pour l’article homonyme, voir Mauroy (homonymie).
Le stade Pierre-Mauroy, également appelé Decathlon Arena Stade Pierre Mauroy par contrat de nommage depuis 2022, est à la fois un stade de football modulable de 50 187 places assises et une aréna. L'enceinte sportive possède la particularité unique au monde d'avoir cinq configurations possibles (couvertes ou non grâce à son toit mobile de 7 600 tonnes qui peut être refermé en trente minutes) de par sa pelouse qui se soulève sur sa moitié et se déplace pour venir se superposer à la moitié restante et libérer ainsi des gradins rétractables supplémentaires situés en dessous du niveau de la pelouse ainsi qu'un nouveau sol.
Il est situé à Villeneuve-d'Ascq, commune de la Métropole européenne de Lille (Hauts-de-France), et est le principal stade de Lille. Initialement nommé Grand Stade Lille Métropole, le stade, en forme de vaisseau translucide, est inauguré en août 2012. Il fut construit entre 2008 et 2012 pour un montant de 324 millions d'euros.
Il est l'une des plus grandes arénas au monde et c'est également le seul stade en France avec un toit pouvant se fermer ou s'ouvrir : il accueille donc les premiers matchs officiels de football et de rugby à se jouer dans un stade fermé sur sol français.
Il accueille les matchs à domicile du club de football LOSC Lille, dont l’ancien Stadium était presque trois fois moins important. Dernier grand projet de Pierre Mauroy à la tête de la métropole, le stade est sélectionné dès sa conception par la Fédération française de football afin d'accueillir 6 matchs du Championnat d'Europe de football 2016 dont un quart de finale.
Le stade est desservi principalement par les stations de métro Quatre Cantons - Stade Pierre-Mauroy et Cité Scientifique - Professeur Gabillard.
De par ses multiples configurations possibles et sa forte jauge de spectateurs, il est régulièrement choisi pour accueillir de nombreux événements importants, en dehors des rencontres de football, comme des concerts spéciaux (Rihanna, Prodiges), des supercross (Supercross Paris-Bercy), des matchs de tennis (finale Coupe Davis 2014, demi-finale et finale 2017, demi-finale et finale 2018), de basket (finale de l'EuroBasket 2015, JO 2024), de handball (Mondial de handball en 2017, JO 2024), de rugby (demi-finales 2014 et 2021 du Top 14, Mondial 2023), ou encore de volley (Nations League 2018).
Plusieurs records ont été battus dans l'enceinte du stade, notamment : avec 27 372 spectateurs rassemblés en configuration aréna pour assister à la finale Espagne - Lituanie du championnat d'Europe 2015, le stade bat le record européen d’affluence pour un match de basket-ball ; ou encore en 2014 lorsque le record de spectateurs pour un match de Coupe Davis atteint 27 432 personnes pour la finale. 28 010 spectateurs sont également réunis pour 2 matchs de l'équipe de France lors du mondial de handball 2017, battant ainsi le record mondial.
Le stade est classé Stade UEFA catégorie 4, catégorie maximale, et il est le quatrième stade français en nombre de places assises.

## Historique

### Origines

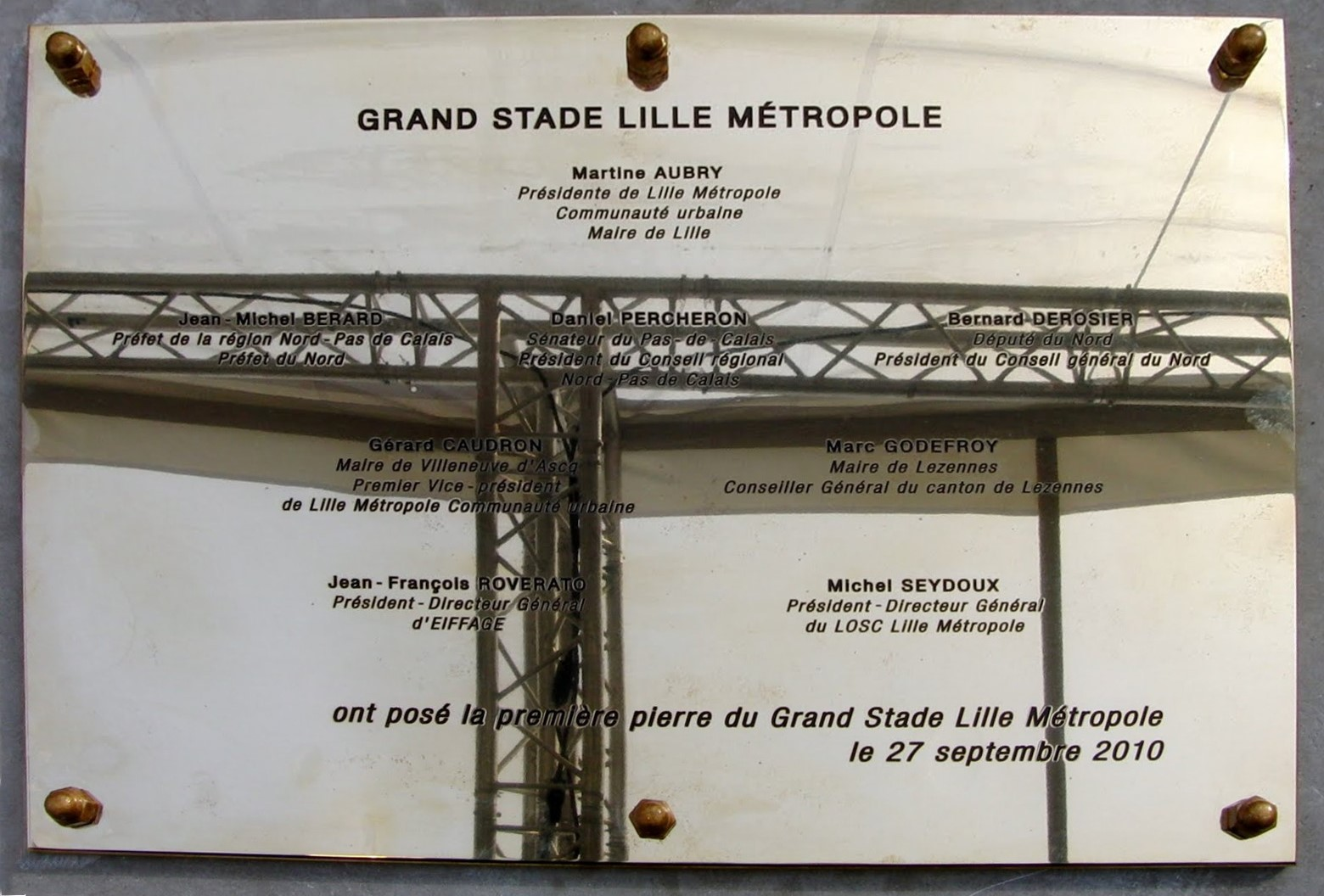
Pose symbolique de la première pierre du stade Pierre-Mauroy le 27 septembre 2010

La construction d'un nouveau stade à Lille a été décidée après l'échec de la reconstruction de l'ancien stade Grimonprez-Jooris, la Cour administrative d'appel de Douai, confirmée par le Conseil d'État en décembre 2005 ayant annulé en juillet 2005 le permis de construire délivré par la maire de Lille, Martine Aubry, précédemment validé par le tribunal administratif de Lille, aux motifs de l'erreur manifeste d'appréciation commise par l'architecte des bâtiments de France en donnant un avis favorable à un projet portant atteinte eu égard à son caractère volumineux, à sa forme et à sa hauteur, à l'aspect et au caractère du monument historique covisible de la Citadelle de Lille et du non bénéfice des dérogations de hauteur de l'article ND10 du plan d'occupation des sols, prévues pour un « équipement public de superstructure » lorsque ses caractéristiques techniques l'imposent ou, « après avis des autorités compétentes », lorsque ce dépassement est indispensable au fonctionnement du bâtiment ou si des exigences particulières d'insertion dans le site sont respectées,.
La construction puis l'exploitation du stade pendant 31 ans ont été réalisées dans le cadre d'un partenariat public-privé. Le bureau d'études liégeois Greisch (BEG), concepteur du Viaduc de Millau et principal intervenant, a eu pour mission l’étude complète de projet et d’exécution de la charpente métallique de la toiture du stade, pour le compte de la société Eiffel, filiale d’Eiffage. Le 1er février 2008, le conseil de la LMCU a retenu le projet du groupe Eiffage (architectes Valode et Pistre associés à Pierre Ferret) associé à Stadia Consulting Group (alors filiale de Colony Capital, rachetée depuis par le Groupe Lagardère) pour l'exploitation commerciale,, en dépit du fait que le prix était supérieur de 108 millions d’euros à l'offre faite par le consortium Norpac, dans lequel se trouvait Bouygues. Vinci ayant également formulé une offre. Le contrat est signé le 15 octobre 2008, Eiffage disposant alors contractuellement de 45 mois pour livrer le stade, ce qui mène à l'été 2012 (15 juillet 2012). Les travaux de terrassement et d'assainissement ont démarré le 7 juillet 2009. Le permis de construire fut signé par les maires de Lezennes et de Villeneuve-d'Ascq le 17 décembre 2009. La présidente de Lille Métropole Communauté Urbaine, Martine Aubry, donna son feu vert le 26 mars 2010 pour que les travaux de fondations du stade démarrent le 29 mars.
La première pierre du Stade Pierre-Mauroy est posée symboliquement le 27 septembre 2010 par le président d'Eiffage et les travaux sont achevés 2 ans plus tard, dans le délai prévu, avant l'inauguration du stade le 17 août 2012.

#### Construction du stade

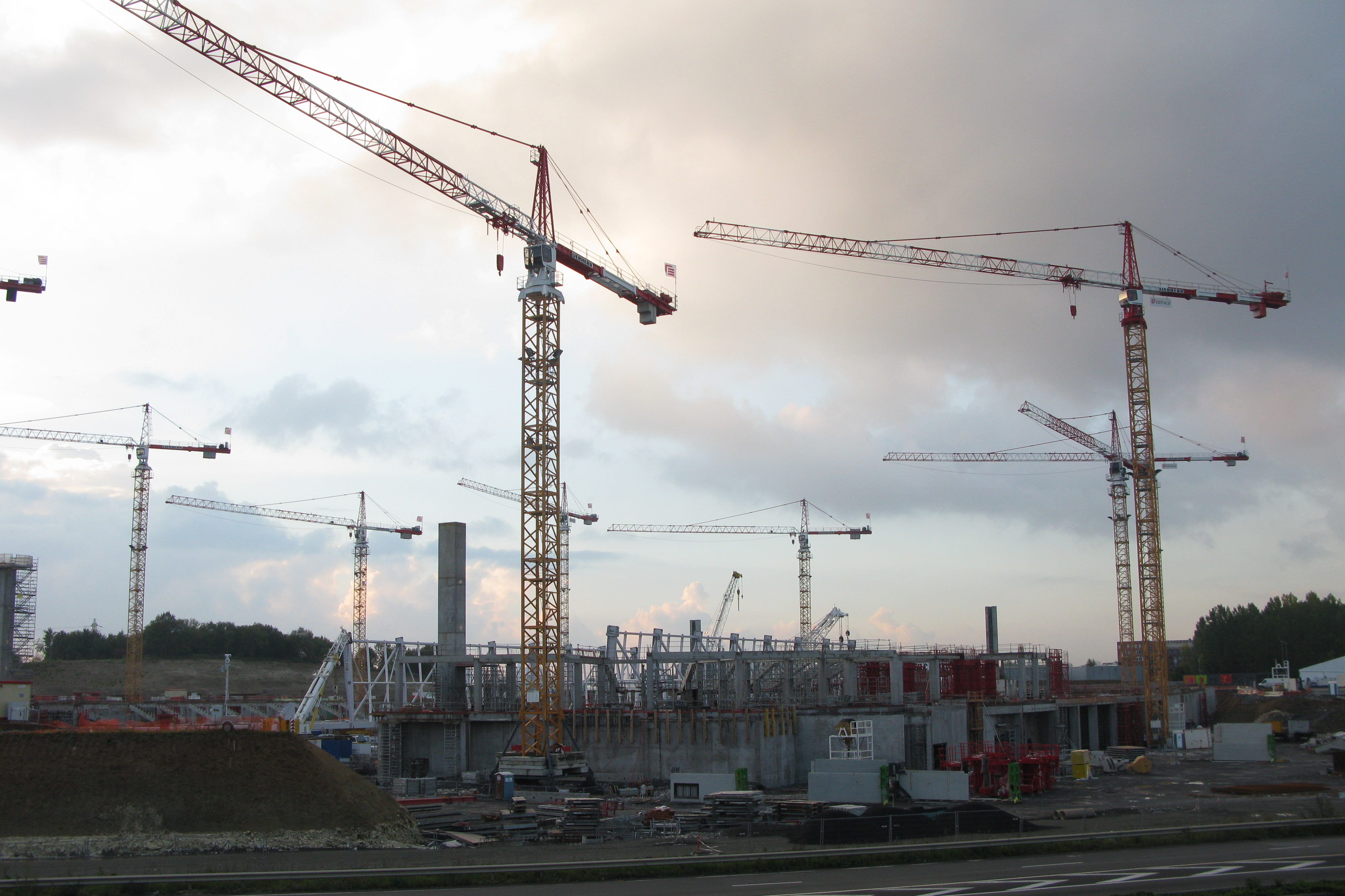
Vue du chantier en septembre 2010.

Chantier en mars 2012.

##### Recours contre le permis de construire
Un recours contre la révision simplifiée du plan local d'urbanisme, votée par Lille Métropole Communauté Urbaine en octobre 2007 pour permettre la construction d'un "grand stade", a été déposé au tribunal administratif de Lille en décembre 2007 par l'association « Les 2 sous du grand stade »,. Recours qui a depuis été rejeté en première instance.
Un autre recours au tribunal administratif a été déposé fin 2008 par Éric Darques, qui avait déjà déclenché la mise en examen de Pierre Mauroy pour un emploi fictif, et a été rejeté par le tribunal administratif. Le requérant alléguait que le contenu de l'appel d'offre ayant été modifié quelques jours avant le vote par LMCU et le cahier des charges ainsi modifié sans que la concurrence ne puisse jouer sur ce nouveau descriptif, la collectivité ne pouvait comparer les prix, dès lors qu'elle ne disposait que d'une seule réponse à son nouveau descriptif d'appel d'offre (Eiffage). Néanmoins, la relance de la totalité de la procédure d'appel d'offre n'est pas nécessaire pour une modification jugée mineure.
Le 25 mai 2010 dans la matinée, Nord Eclair informe les lecteurs sur son site Internet que le rapporteur public Lavail n'a pas suivi l'argumentaire d'Eric Darques, au tribunal administratif de Lille. La requête d'annulation déposée par l'ancien élu Lambersatois n'a pas été estimée recevable et, le 14 juin 2010, le tribunal de Lille a rejeté le recours d'Eric Darques. Celui-ci ne compte pas faire appel de ce jugement, mais il annonce préparer une plainte au pénal contre X pour délit de favoritisme dans l'attribution de ce marché.
Plusieurs autres recours ont été déposés contre le permis de construire délivré par les communes de Villeneuve-d'Ascq et Lezennes à la société Elisa. Deux centres commerciaux voisins (centre commercial V2 et Heron Parc) ont déposé des recours gracieux dans les deux mairies concernées. De son côté, l'association « Les 2sous du grand stade » a déposé, le 18 février 2010, un recours en annulation au tribunal administratif de Lille qui est toujours en cours,,.

#### Coût et financement
Le coût de construction du stade Pierre-Mauroy est estimé à 324 millions d'euros, dont 282 millions d'euros pour le stade et les parkings et 42 millions pour les équipements annexes (hôtellerie, commerce, restauration, services, etc).

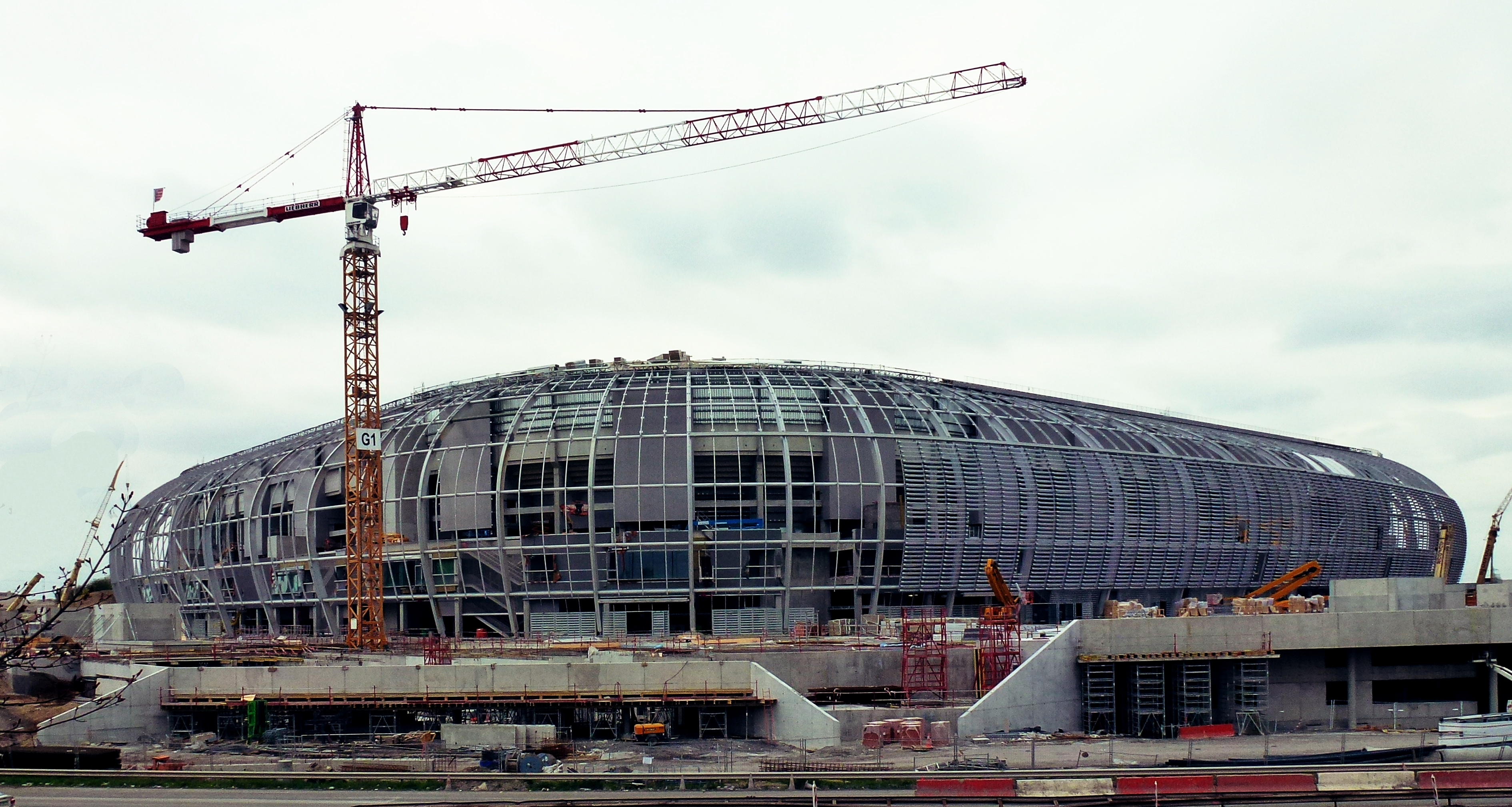
Phase finale du Chantier Décathlon Aréna - Stade Pierre Mauroy, avril 2012

Le financement public du projet et de ses accès s'établirait à un maximum de 613 millions d'euros pour Lille Métropole Communauté Urbaine (LMCU), un coût qui sera revu à la baisse en fonction du soutien de l'État et de la fréquentation du stade. Le stade sera en effet payé par Lille Métropole Communauté urbaine par le biais d'une redevance annuelle de 24,7 millions d'euros sur trente-et-un ans au partenaire privé. Mais dans le cadre du partenariat public-privé, Eiffage reversera une partie des recettes d'exploitation, soit au moins 5,9 millions d'euros par an. En outre, le club de football LOSC Lille financera l'infrastructure à hauteur de 7,5 millions d'euros par an ainsi que le conseil régional du Nord-Pas-de-Calais à hauteur de 45 millions d'euros. Déduction comprise de ces recettes, LMCU devait donc financer le projet à hauteur d'au maximum 14,2 millions d'euros pendant trente-et-un ans, soit 613 millions en comptant les 173 millions d'euros dépensés pour l'accessibilité. À la suite d'une actualisation de la convention avec le LOSC en septembre 2008, ce coût est réduit à 10,5 millions d'euros annuel, puis à 7,2 millions par an à la suite d'une renégociation des emprunts, le taux ayant été revu à la baisse à la suite de la crise financière, .
Le coût final du nouveau stade - 324 millions d'euros - est finalement huit fois et demie plus élevé que celui du projet de reconstruction du stade Grimonprez-Jooris, abandonné en 2006 (alors estimé à 38 millions d'euros).
Gérard Caudron, maire de Villeneuve-d'Ascq, et René Vandierendonck, maire de Roubaix s'opposent au projet en raison de son coût.
L'ampleur financière du projet suscite les réserves de l'UDF et même l'opposition des Verts et de l'association « Les 2sous du grand stade ».
En septembre 2011, un surcoût de 96 millions d'euros est évoqué pour la construction du stade en raison d'une mise aux normes parasismiques en application d'une loi datant d'octobre 2010, soit après le début de la construction du stade. En l'absence d'accord sur le paiement de la somme, ces travaux ne furent pas immédiatement engagés, de sorte que le stade pouvait ne pas être livré dans les délais prévus.
Une solution semble néanmoins avoir être trouvée concernant les normes parasismiques : LMCU et Eiffage se seraient mis d'accord pour échelonner les travaux dans le temps, suivant le niveau d'urgence, après l'ouverture du stade. Mais reste à savoir qui va payer leur montant ; aucune des deux parties ne semblant pour l'instant vouloir financer des travaux qui ne sont pas obligatoires (mais conseillés pour une structure d'avant-garde), dans la mesure où la nouvelle réglementation parasismique concerne les bâtiments dont le permis de construire a été déposé à partir du 1er mai 2011, alors que celui du Stade Pierre-Mauroy date du 17 décembre 2009.

### Livraison

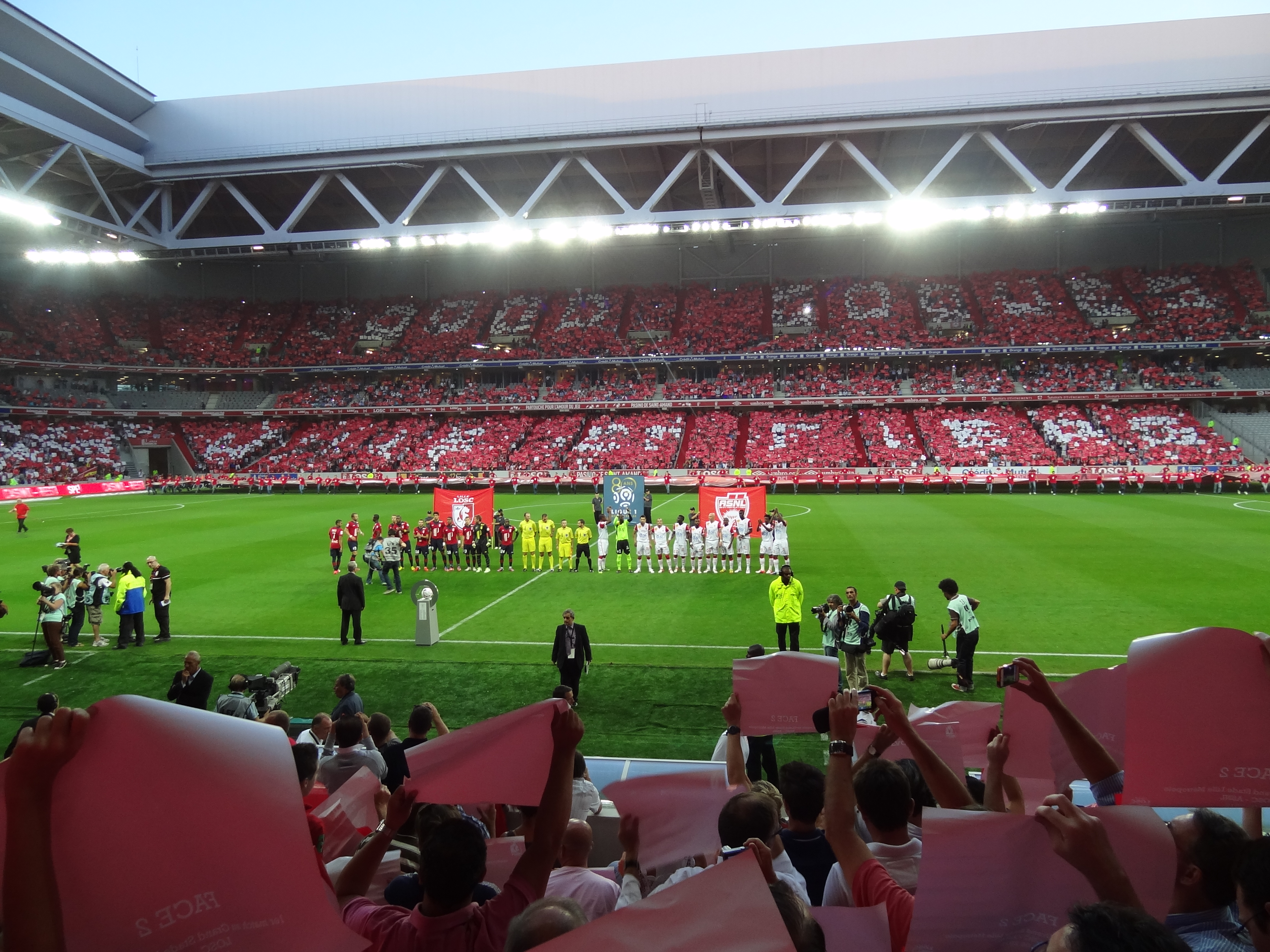
Premier match et inauguration

Après plusieurs mois de polémique sur les craintes de retards de livraison, Pierre Berger, le nouveau directeur-général d'Eiffage a confirmé en marge de l'assemblée générale annuelle des actionnaires que le stade serait livré en août 2012, période de la reprise du championnat de France de Ligue 1 2012-2013 : le LOSC a donc disputé sa 1re rencontre à domicile de la saison dans sa nouvelle enceinte le 17 août 2012 face à l'AS Nancy-Lorraine,.
Il est, actuellement, le quatrième plus grand stade français derrière le Stade de France de Saint-Denis, le stade Orange Vélodrome de Marseille et le Parc Olympique lyonnais construit juste après lui et inauguré en 2016. Le 21 juin 2013, en hommage à l'ancien Premier Ministre et maire de Lille, mort le 7 juin 2013, le Stade est rebaptisé Stade Pierre-Mauroy.

### Controverse autour du nom
Le 21 juin 2013, le conseil de communauté urbaine de Lille-Métropole (actuelle Métropole européenne de Lille) vote l’abandon du projet de nommage du Grand Stade à Villeneuve-d’Ascq. Le Grand Stade devrait désormais porter le nom de Pierre Mauroy, ancien Premier ministre et ancien maire de Lille, mort le 7 juin 2013.
Immédiatement, les réactions fusent. Il ne s'agit pas de s'en prendre au défunt, dont l'action pour Lille est reconnue, mais de remettre en cause, la décision unilatérale de la mairie de Lille et présidence de LMCU. Une pétition en ligne est ouverte et des initiatives personnelles se regroupent pour faire part de l'incompréhension d'habitants de la métropole lilloise. Un texte fait son apparition. En voici l'introduction : « Le Grand Stade devrait désormais porter le nom de Pierre Mauroy. Cette décision a de lourdes conséquences financières dans une période où chaque contribuable est appelé à faire de grands efforts. En effet, aucune entreprise ne pourra plus acheter le droit d’associer son nom à l’équipement sportif, comme c’est déjà prévu, par exemple à Nice, pour l’Allianz Riviera, le nouveau stade de l’OGC Nice. ».
Certains supporters du LOSC disent déjà qu'ils continueront à appeler le stade « le Grand stade », précisant s'il le fallait que Pierre Mauroy n'était pas du tout un amoureux du football. Une proposition est faite de nommer les tribunes du Grand stade avec les noms d'hommes qui ont fait l'histoire de Lille : Charles de Gaulle, Pierre Mauroy, Pierre Degeyter[réf. souhaitée].
Le  8 juin 2022, France Bleu annonce que le stade va prendre le nom de "Stade Pierre Mauroy - Decathlon Aréna" après un accord de nommage avec l'enseigne Groupe Decathlon, changeant une nouvelle fois de nom, et une annonce officielle le 27 juin. Le nouveau contrat de nommage ne prévoit aucunement l'effacement de Pierre Mauroy.

## Fonctionnement
Le stade appartient au groupe Eiffage, via la société de projet Elisa (Eiffage Lille Stadium Arena SAS) et cela pour la durée de la concession, à savoir 31 ans, soit jusqu'en 2043. Passé cette date, la Métropole Européenne de Lille deviendra propriétaire du stade.
La gestion du stade dépend de plusieurs entités :
- les sociétés Elisa et Elisa Gestion (filiales d'Eiffage chargées de l'exploitation et de la maintenance)[37] ;
- le GIE Grand Stade[38], composé à 50 % par Elisa Gestion et 50 % par le LOSC, qui gère les flux monétiques du stade ;
- le LOSC LILLE, club résident du stade Pierre-Mauroy.

## Structure et équipement

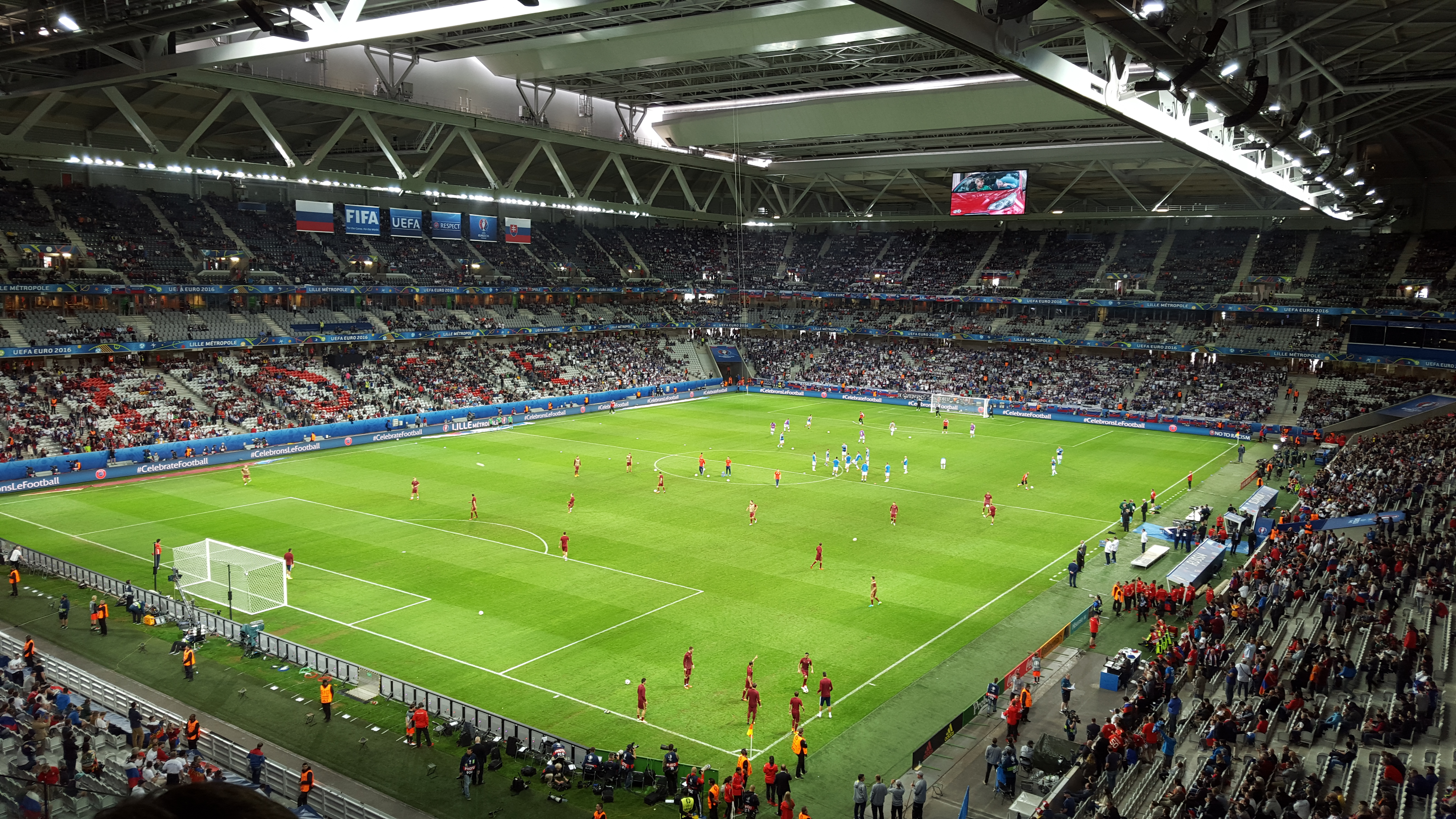
Configuration foot avec toit fermé

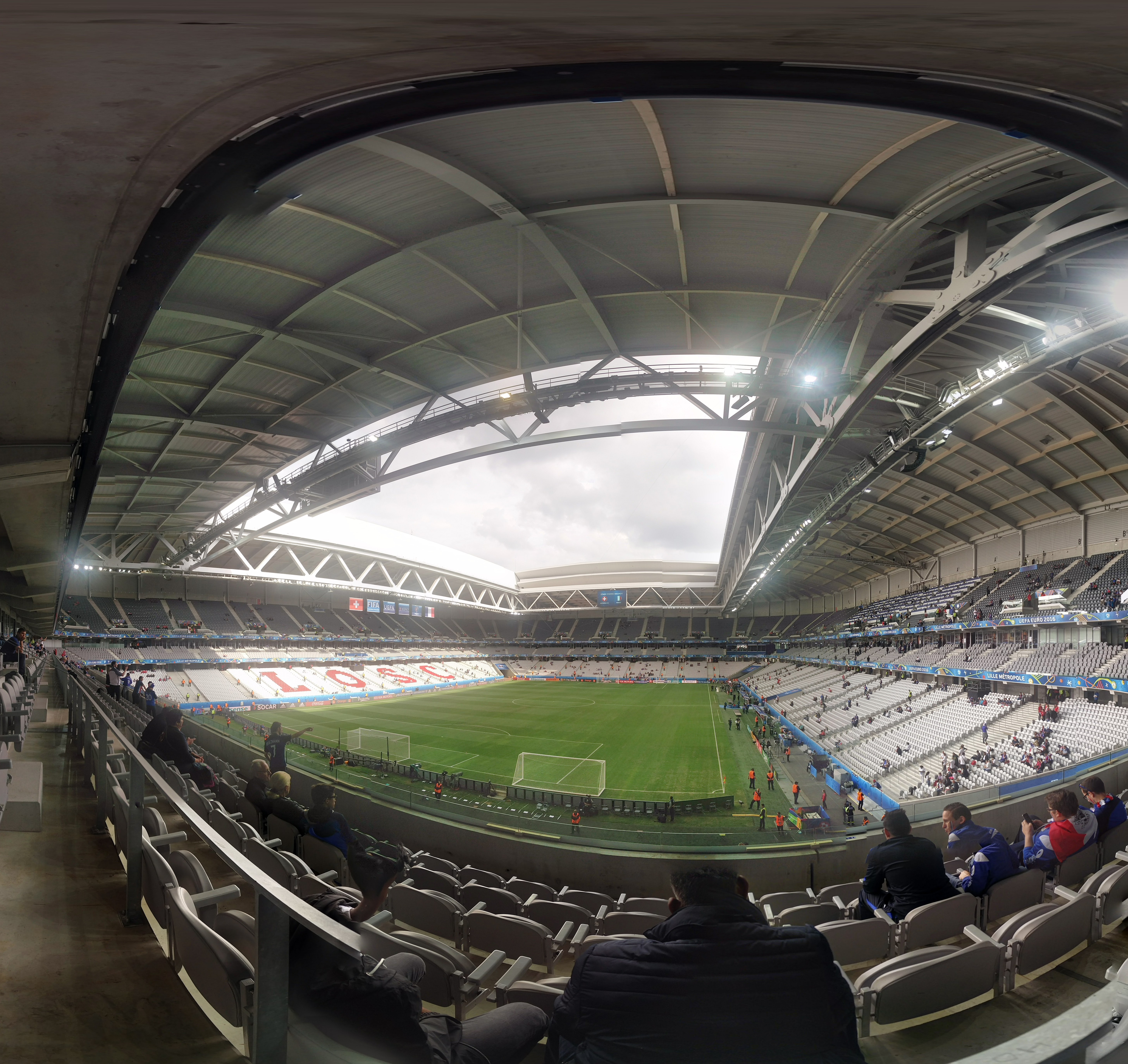
Le stade Pierre-Mauroy lors de l'Euro 2016 avant le match Suisse - France

D'une capacité maximale de 50 186 ou 50 157 places assises, le stade en forme de vaisseau translucide proposé par Eiffage culmine à une hauteur de 31 mètres,,. Il est recouvert d'un toit mobile composé de deux demi-toitures rigides indépendantes qui peuvent être déployées en une demi-heure. On retrouve le même type de fonctionnement au University of Phoenix Stadium. Particularité unique : une partie de la pelouse peut se soulever et se superposer à l'autre partie, libérant ainsi des gradins rétractables dissimulés en dessous de la pelouse et un nouveau sol, laissant place à une salle de spectacle ou multisport offrant des jauges jusqu'à 30 000 places assises. Il faut 24 heures pour transformer ainsi le stade en aréna.
Quelque 12 000 tubes de polycarbonate translucides composent l'enveloppe lumineuse de couverture du stade, ajoutée à une façade animée de 1 800 m2 composée de 70 000 LED.
Le stade possède 10 000 m2 d'espaces réceptifs et 7 300 places VIP; on compte 4 965 ou 5 233 places business seats modulables, 1 842 places de loges, 448 places protocoles et 326 places presse.
Le club de football LOSC Lille est le résident de ce stade, configuré pour accueillir toutes les plus grandes compétitions mondiales et européennes. Mais l'équipement sera aussi utilisé pour d’autres manifestations, notamment culturelles et festives. L’arrivée du Stade Pierre-Mauroy devrait donc bien marquer une nouvelle étape pour le LOSC, qui souhaiterait « faire partie du top 3 français et rivaliser avec les meilleures équipes européennes ».
La capacité de 50 186 places assises a été déterminée à partir de l'attractivité du stade et de la taille de la métropole, en étudiant également l'exemple des stades construits en Allemagne dans le cadre de la Coupe du monde de football de 2006 [réf. nécessaire].
Certains opposants considèrent qu'une capacité de 25 000 places aurait suffi, compte tenu de la fréquentation de la saison 2011-2012 des matchs du LOSC Lille (16 000 spectateurs en moyenne annuelle). Toutefois, le manque de confort, et le manque de place de l'enceinte d'athlétisme du stadium nord, qui contient aujourd'hui 18 800 places assises, réduit naturellement son attractivité, en comparaison d'une arène moderne adaptée au public familial. Par ailleurs, lors de la saison 2012/2013, le LOSC avait franchi la barre des 30 000 abonnés, ce qui l'avait placé en tête de nombre d'abonnements vendus en ligue 1.

### Configurations
Le stade possède cinq configurations possibles :
- stade football / rugby : 50 000 places assises, 76 loges, 7300 VIP ;
- stade autres configurations : jauge de 10 000 à 70 000 places ;
- stade concert : 51 000 places (si la scène est centrale près de 70 000 spectateurs peuvent être accueillis) ;
- Aréna concert : 25 000 places en pleine jauge, 16 000 places en jauge réduite ;
- Aréna sport : 30 000 places assises en pleine jauge, 19 000 places assises en jauge réduite.

Le stade Pierre-Mauroy est le premier stade à accueillir une rencontre de football et de rugby sous toit fermé en France.
Le stade possédant un toit mobile pouvant se fermer ou s'ouvrir à souhait en 30 minutes, toutes ces configurations peuvent ainsi être couvertes ou non, même la configuration aréna puisqu'il est possible de ne couvrir qu'une seule moitié du stade, les 2 parties du toit étant indépendantes (exemple avec la Coupe Davis 2017). Il faut 24 heures pour passer d'une configuration stade à une configuration aréna.

## Événements
Le Stade Pierre-Mauroy a accueilli de nombreux événements depuis son inauguration, que ce soit des événements sportifs, des concerts ou des grands spectacles. Son infrastructure innovante et polyvalente lui permet d'accueillir des événements et compétitions très variés et de premier plan.

### Évènements sportifs

#### Jeux olympiques d'été de 2024
L'enceinte de Villeneuve d'Ascq a été présélectionnée par le comité de candidature de Paris pour les Jeux olympiques d'été de 2024. Celle-ci doit à l'origine accueillir des rencontres de football. Elle est par la suite finalement sélectionnée pour accueillir les matchs de handball, ainsi que les épreuves du tournoi préliminaire de basket-ball.

#### Football
Le LOSC y joue tous ses matchs à domicile (Ligue 1, Coupe de France, Ligue des Champions, Ligue Europa).

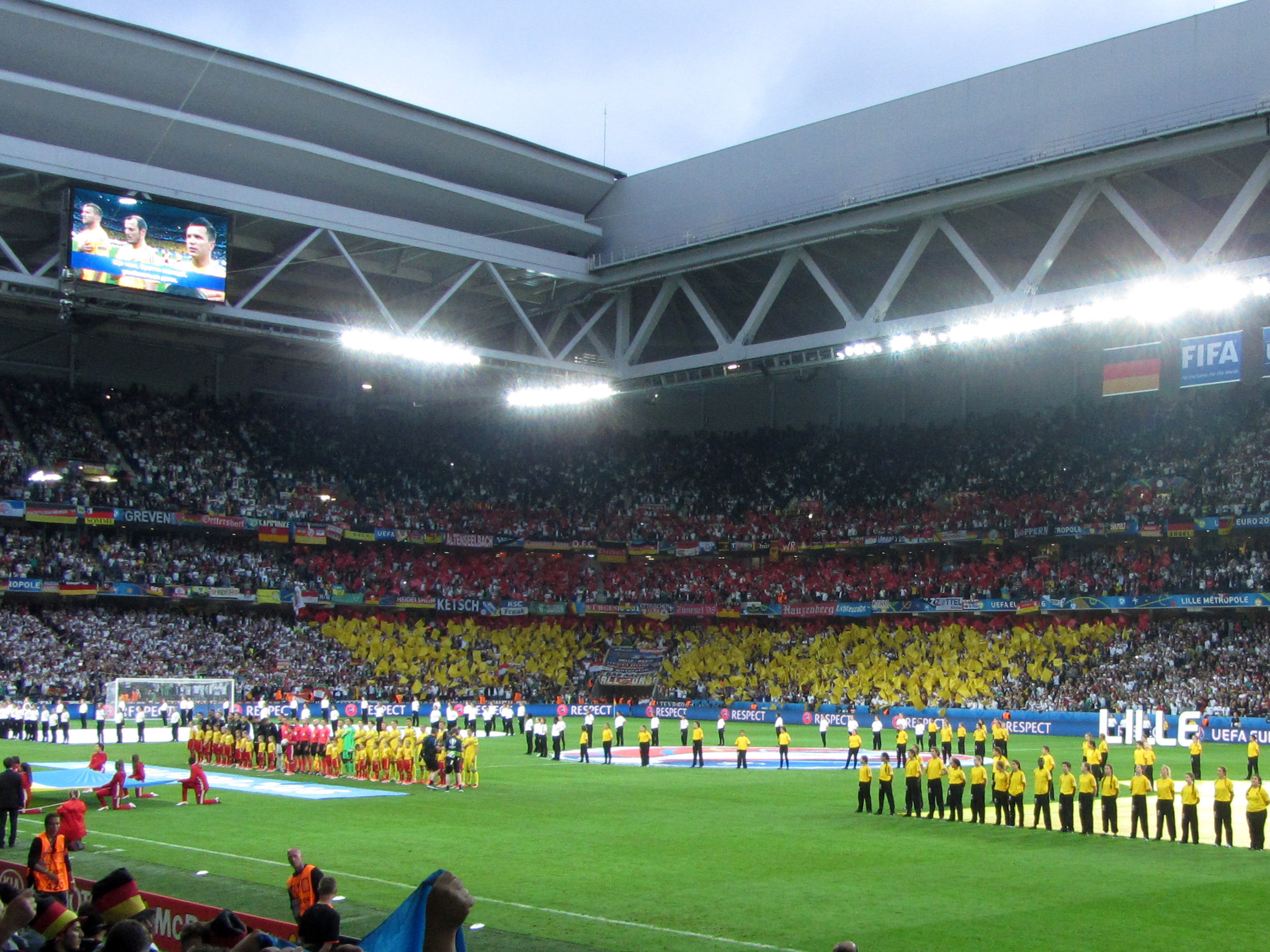
Allemagne - Ukraine (match de groupe Euro 2016)

Le Stade Pierre-Mauroy a été désigné par l'UEFA pour accueillir six matchs du Championnat d'Europe de football 2016. À cette occasion, le stade et ses alentours se mettent aux normes d'un cahier des charges spécifique à l'UEFA. Au cours de la compétition, la pelouse du stade est très critiquée. Elle sera remplacée trois fois en un mois.
Le 10 novembre 2017, le stade a accueilli un match amical Japon - Brésil (1-3) en préparation de la Coupe du monde de football 2018.
Le stade Mauroy accueille la finale de la Coupe de la Ligue en 2019, opposant le RC Strasbourg Alsace à l'EA Guingamp (0-0), devant 49 161 spectateurs.
Le stade est l'hôte le 25 mai de la finale de la Coupe de France 2024, en effet en raison des travaux de mise à niveau du stade de France pour les Jeux olympiques et paralympiques de Paris, la finale est délocalisée,. C'est la première fois dans l'histoire de la compétition qu'une finale est disputée en province (toutes les précédentes finales se sont disputées à Paris ou dans sa proche banlieue). Le Paris Saint-Germain s'impose face à l'Olympique lyonnais 2 buts à 1.
Le 1 avril 2025, dans le cadre de la demi finale de la Coupe de France 2024, l'USL Dunkerque accueille le Paris Saint-Germain, le score final est de (2-4).

#### Euro 2016 (football)
Le stade accueille six matches de l'Euro 2016, dont un huitième et un quart de finale :
| Date           | Heure | Équipe 1       | Résultat | Équipe 2             | Tour                | Affluence |
| -------------- | ----- | -------------- | -------- | -------------------- | ------------------- | --------- |
| 12 juin 2016   | 21:00 | Allemagne      | 2 - 0    | Ukraine              | Groupe C            | 43 035    |
| 15 juin 2016   | 15:00 | Russie         | 1 - 2    | Slovaquie            | Groupe B            | 38 989    |
| 19 juin 2016   | 21:00 | France         | 0 - 0    | Suisse               | Groupe A            | 45 616    |
| 22 juin 2016   | 21:00 | Italie         | 0 - 1    | République d'Irlande | Groupe E            | 44 268    |
| 26 juin 2016   | 18:00 | Allemagne      | 3 - 0    | Slovaquie            | Huitièmes de finale | 44 312    |
| 1 juillet 2016 | 21:00 | Pays de Galles | 3 - 1    | Belgique             | Quarts de finale    | 45 936    |

#### Équipe de France de football

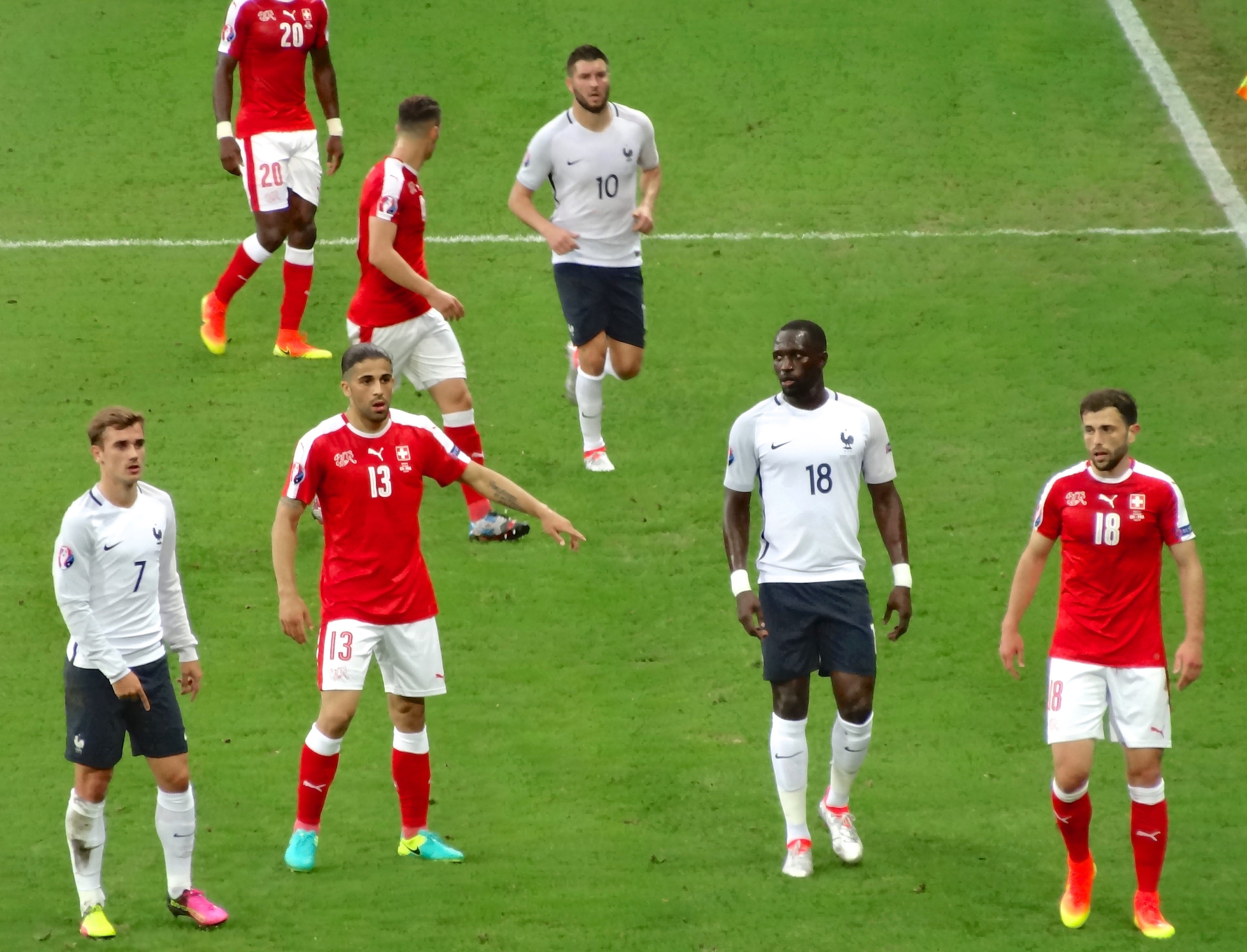
Suisse - France, match de l'Euro 2016 (1er tour).

Le stade villeneuvois a reçu 4 matchs de l'équipe de France de football.
Le 8 juin 2014, le stade a accueilli le dernier match de préparation de l'équipe de France avant son départ pour la Coupe du monde 2014 au Brésil : France - Jamaïque (8-0). Le stade a battu à cette occasion son record de fréquentation, avec 49 626 spectateurs.
| Date            | Compétition  | Tour       | Équipe 1 | Score | Équipe 2       | Spectateurs |
| --------------- | ------------ | ---------- | -------- | ----- | -------------- | ----------- |
| 8 juin 2014     | Match amical | -          | France   | 8 - 0 | Jamaïque       | 49 626      |
| 19 juin 2016    | Euro 2016    | (1er tour) | Suisse   | 0 - 0 | France         | 45 616      |
| 29 mars 2022    | Match amical | -          | France   | 5 - 0 | Afrique du Sud | 48 120      |
| 17 octobre 2023 | Match amical | -          | France   | 4 - 1 | Écosse         | 50 083      |

#### Tennis

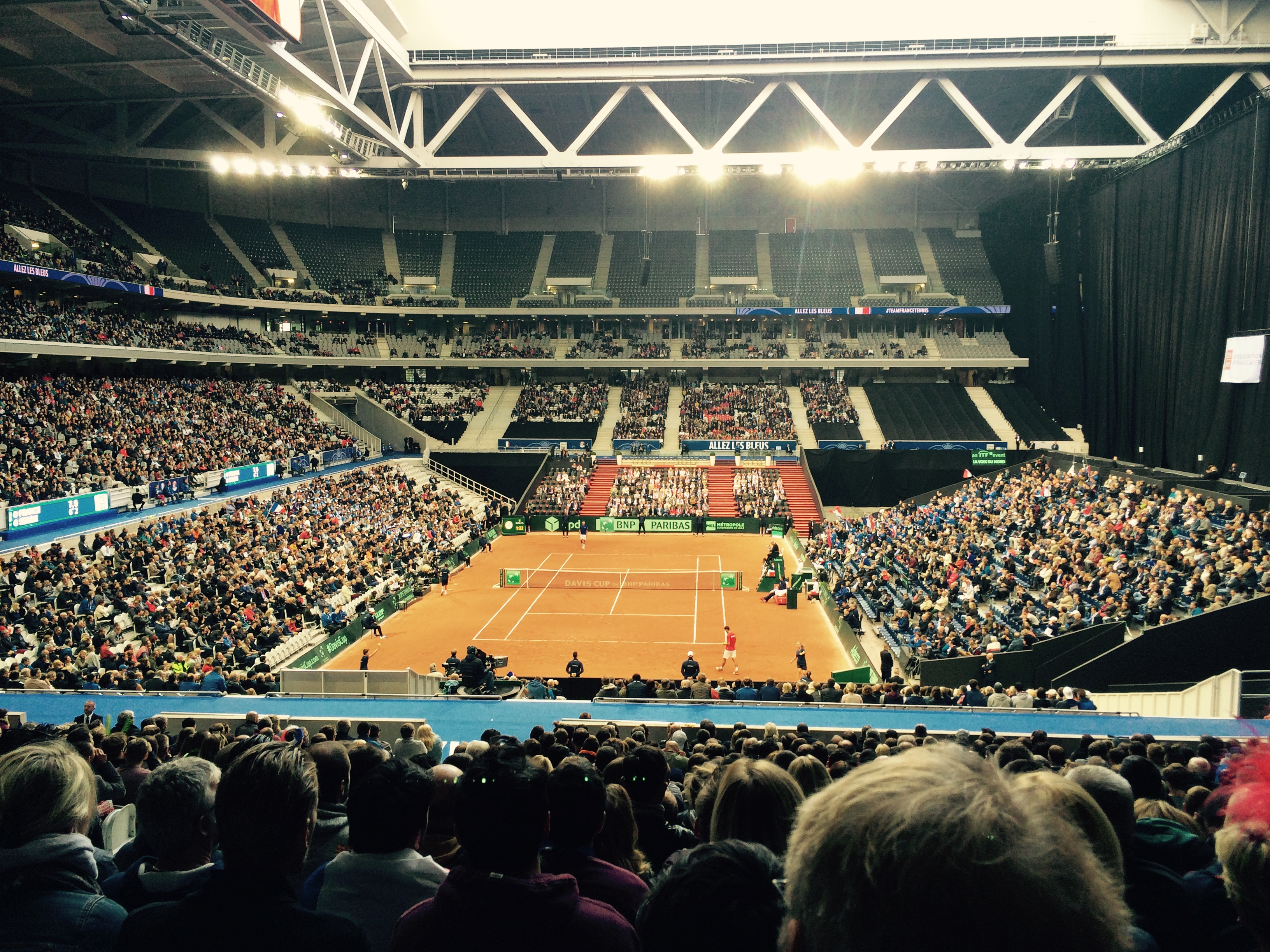
Demi Finale de la Coupe Davis 2017 France - Serbie

- Demi Finale de la Coupe Davis 2017 France - SerbieLe stade accueille la finale de la coupe Davis France-Suisse, qui a lieu entre le 21 et le 23 novembre 2014[57]. Le record de spectateurs pour un match de Coupe Davis y est battu, 27 432 personnes assistant à la finale le premier jour[58].
- En 2017 Le stade accueille la demi-finale de coupe Davis entre la France et la Serbie qui a lieu les 15, 16 et 17 septembre puis la finale qui se joue entre la France et la Belgique les 24, 25 et 26 novembre[59].
- En 2018 Le stade accueille la demi-finale de coupe Davis entre la France et l'Espagne qui a lieu les 14, 15 et 16 septembre[60] puis la finale qui se joue entre la France et la Croatie les 23, 24 et 25 novembre[61].

#### Rugby
- Le 17 novembre 2012, le XV de France a rencontré Les Pumas, équipe d'Argentine de rugby à XV, dans le Grand Stade. Il s’agissait de la première rencontre française de rugby avec un stade couvert. Le 30 mars 2013, le Stade français et Toulon se sont rencontrées dans le cadre du Top 14[62]. Le Castres olympique champion de France affronte le Montpellier Hérault Rugby en demi-finale du Top 14 en 2014. Le 27 mars 2016, c'est le Racing 92 et Toulon qui s'y affrontent, de nouveau dans le cadre du Top 14[63].
- Le Stade Pierre-Mauroy a également accueilli les 2 demi-finales de Top 14 le 16 et 17 mai 2014.
- Le XV de France affronte l'Argentine le 17 novembre 2018.
- Le stade accueille les 2 demi-finales de Top 14 le 18 et 19 juin 2021.

La FFR a sélectionné le Stade Pierre-Mauroy pour accueillir des rencontres de la Coupe du monde de rugby à XV 2023.
| Date              | Heure   | Équipe 1   | Résultat | Équipe 2 | Tour              | Affluence |
| ----------------- | ------- | ---------- | -------- | -------- | ----------------- | --------- |
| 14 septembre 2023 | 21 h    | France     | 27 - 12  | Uruguay  | 1er tour, poule A | 48 821    |
| 23 septembre 2023 | 17 h 45 | Angleterre | 71 - 0   | Chili    | 1er tour, poule D | 44 315    |
| 30 septembre 2023 | 21 h    | Écosse     | 84 - 0   | Roumanie | 1er tour, poule B | 46 516    |
| 7 octobre 2023    | 17 h 45 | Angleterre | 18 - 17  | Samoa    | 1er tour, poule D | 47 891    |
| 8 octobre 2023    | 17 h 45 | Tonga      | 45 - 24  | Roumanie | 1er tour, poule B | 45 042    |

En 2024, le stade de France fait l'objet de travaux préalables à l'organisation des Jeux olympiques. Des évènements rugbystiques qui y ont traditionnellement lieu durant le premier semestre sont ainsi délocalisés. Le stade Pierre-Mauroy est retenu pour l'organisation du match France-Italie (13-13) du Tournoi des Six Nations le 25 février. À l'occasion du Tournoi des Six Nations 2026, la France recevra à nouveau l'Italie le 22 février 2026.

#### Autres sports

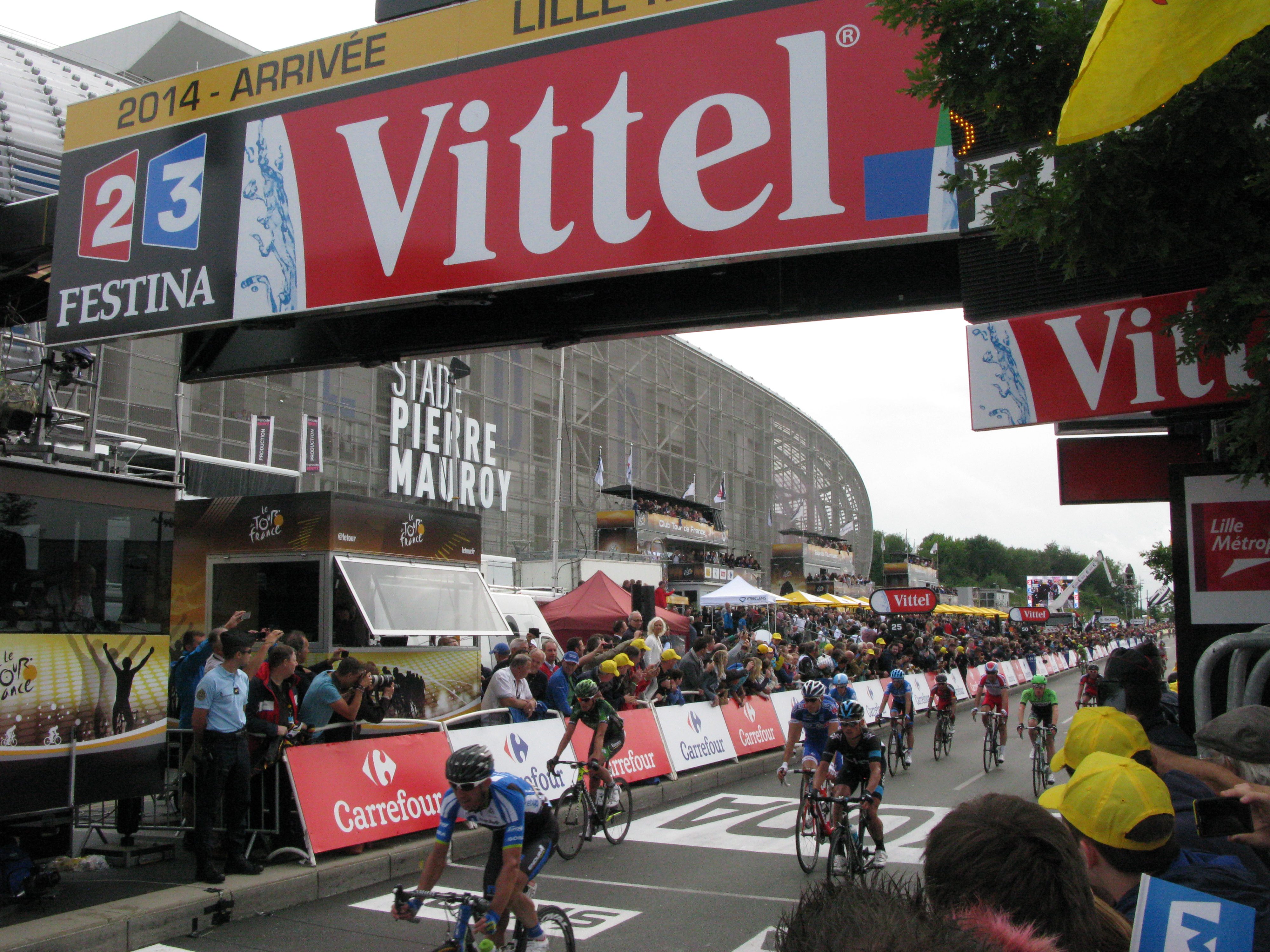
Ligne d'arrivée de la 4e étape du Tour de France 2014.

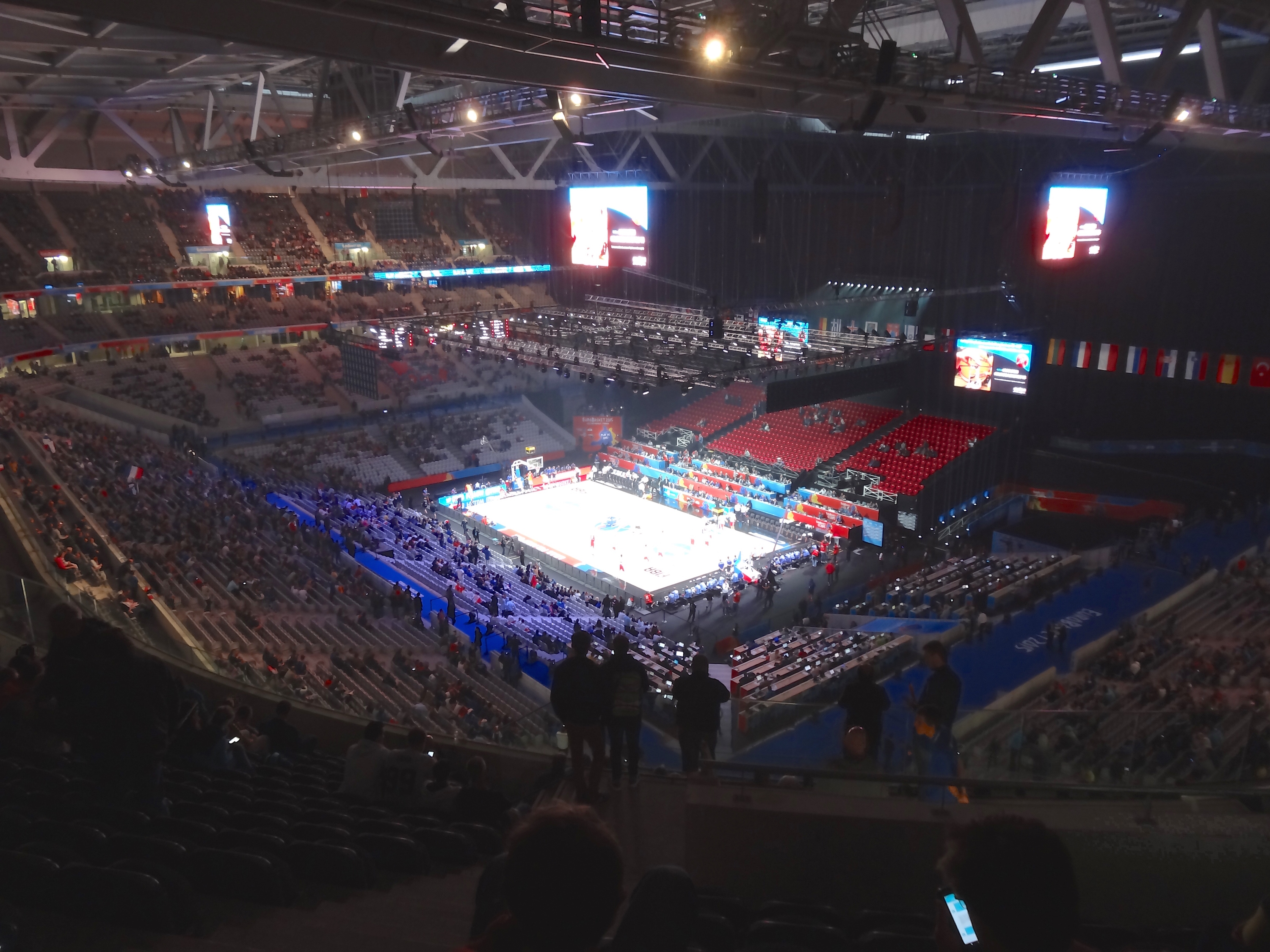
Le stade reçoit l'Eurobasket 2015.

- Nitro Circus (sport extrême) le 10 décembre 2013.
- L'arrivée de la 4e étape du Tour de France 2014 a été jugée devant le Stade Pierre-Mauroy.
- Le Supercross Paris-Bercy de 2014 à 2016.
- Glory 22 (championnat du monde des poids lourds de kick-boxing) le 5 juin 2015.
- Le stade accueille toute la phase finale du championnat d'Europe de basket-ball masculin en 2015[57],[67].
- Le stade accueille l'équipe de France lors des 1/8e et 1/4 de finale du championnat du monde de handball masculin en 2017[57], où un record d'affluence a été battu pour un match de handball en France et en compétition internationale avec 28 010 spectateurs.
- La phase finale de la Ligue mondiale de Volley-Ball masculin (Final Six - VolleyBall Nations League) a eu lieu du 4 au 8 juillet 2018 au stade.

### Concerts

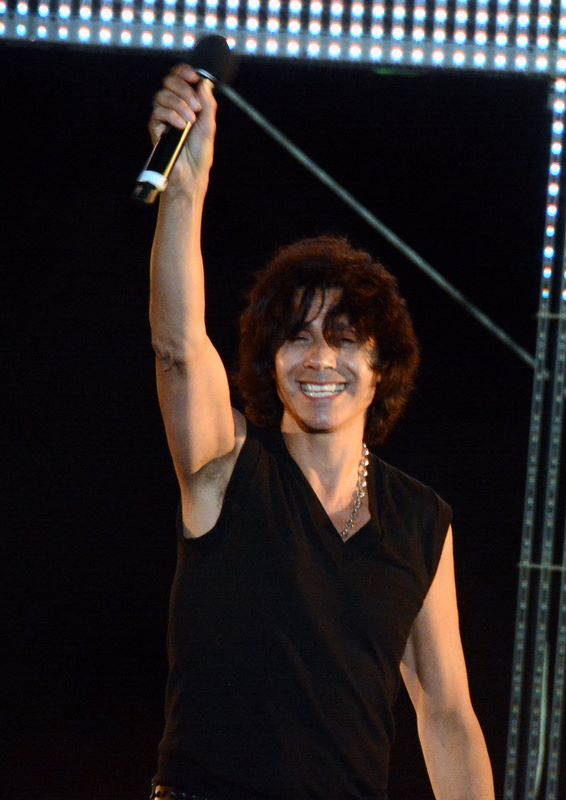
Jean-Luc Lahaye, lors de la tournée Stars 80.

Le premier concert au stade, le 28 juin 2013, est celui de la tournée Stars 80 (avec notamment Émile et Images, Jean-Luc Lahaye, François Feldman et Sabrina Salerno) devant 38 600 spectateurs.
Du fait du manque de chaleur à l'intérieur du Stade Pierre-Mauroy, le groupe anglais Depeche Mode, qui avait prévu de donner un concert le 17 novembre 2013, annule le jour même l'évènement. L'annulation de cet évènement met un coup non négligeable à la réputation du stade pour ses premières années d'exploitation,.
| N°        | Date             | Artiste                     | Tournée                      | Première partie / invités | Affluence |
| --------- | ---------------- | --------------------------- | ---------------------------- | --- | --------- |
| 2013 (2)  |                  |                             |                              | |           |
| 1         | 28 juin 2013     | Stars 80                    | Stars 80, la tournée         | Jean-Luc Lahaye /Sabrina / Début de soirée / Emile & Images / Rose Laurens / Jean-Pierre Mader / Caroline Loeb / Cookie Dingler / Jean Schultheis / Joniece Jamison / Laroche Valmont / Hervé Christiani / Les Avions / Jean-Pierre Morvan / Leopold Nord & Vous / Luna Parker /Ottawan | 38 000    |
| 2         | 20 juillet 2013  | Rihanna                     | Diamonds World Tour          | | 27 294    |
| 2014 (2)  |                  |                             |                              | |           |
| 3         | 5 septembre 2014 | Patrick Bruel               | Live 2014                    | Florent Pagny / Véronique Sanson / Maurane / Jean-Louis Aubert / Indila / Louane | 45 421    |
| 4         | 6 septembre 2014 | Patrick Bruel               | Live 2014                    | Florent Pagny / Véronique Sanson / Maurane / Jean-Louis Aubert / Indila / Louane | 45 421    |
| 2015 (3)  |                  |                             |                              | |           |
| 5         | 17 juillet 2015  | Orchestre national de Lille | Boléro / Carmina Burana      | | 15 233    |
| 6         | 9 octobre 2015   | Johnny Hallyday             | Rester vivant                | Greg Zlap / Yarold Poupaud | 22 000    |
| 7         | 10 octobre 2015  | Johnny Hallyday             | Rester vivant                | Greg Zlap / Yarold Poupaud |           |
| 2016 (2)  |                  |                             |                              | |           |
| 8         | 12 juillet 2016  | Orchestre national de Lille | Symphonie no 9               | | 15 095    |
| 9         | 23 juillet 2016  | Rihanna                     | Anti World Tour              | Dj Mustard / Big Sean | 34 000    |
| 2017 (9)  |                  |                             |                              | |           |
| 10        | 31 mars 2017     | Bruno Mars                  | The 24K Magic World Tour     | Anderson .Paak | 28 262    |
| 11        | 29 mai 2017      | Depeche Mode                | Global Spirit Tour           | The Horrors | 26 113    |
| 12        | 2 juin 2017      | Prodiges                    | Le grand concert             | | 40 000    |
| 13        | 10 juin 2017     | Vieilles Canailles          |                              | | 18 000    |
| 14        | 24 juin 2017     | North Summer Festival       | North Summer Festival        | Justin Bieber / Theo Isambourg / Big Junior / Wesh ! / Bien ou Bien !? / Henri PFR / Voyov / KIKKR / Klingande / Martin Garrix / Jim Bauer / Dan Owen / Marvin Dupré / Cadri / L.E.J / Ibrahim Maalouf / Sting                                                                          | 32 000    |
| 15        | 25 juin 2017     | North Summer Festival       | North Summer Festival        | Justin Bieber / Theo Isambourg / Big Junior / Wesh ! / Bien ou Bien !? / Henri PFR / Voyov / KIKKR / Klingande / Martin Garrix / Jim Bauer / Dan Owen / Marvin Dupré / Cadri / L.E.J / Ibrahim Maalouf / Sting                                                                          | 32 000    |
| 16        | 1 juillet 2017   | Céline Dion                 | Live 2017                    | Véronic DiCaire | 51 355    |
| 17        | 2 juillet 2017   | Céline Dion                 | Live 2017                    | Véronic DiCaire | 51 355    |
| 18        | 12 juillet 2017  | Orchestre national de Lille | Requiem de Verdi             | | 14 970    |
| 2018 (2)  |                  |                             |                              | |           |
| 19        | 16 juin 2018     | Roger Waters                | Us + Them Tour               | | 23 649    |
| 20        | 23 juin 2018     | North Summer Festival       | North Summer Festival        | Betical / Henri PFR / Ofenbach / Kungs / Alan Walker / Martin Solveig / Dimitri Vegas & Like Mike / | 15 000    |
| 2019 (6)  |                  |                             |                              | |           |
| 21        | 18 juin 2019     | Elton John                  | Farewell Yellow Brick Road   | | 26 516    |
| 22        | 22 juin 2019     | Indochine                   | 13 Tour                      | | 54 000    |
| 23        | 23 juin 2019     | Indochine                   | 13 Tour                      | Requin Chagrin | 54 000    |
| 24        | 28 juin 2019     | Supreme NTM                 | L'Ultime Tournée             | BEN / Lord Gasmique | 13 248    |
| 25        | 6 septembre 2019 | Soprano                     | Phoenix Tour                 | Mr Carlton | 50 000    |
| 26        | 7 septembre 2019 | Soprano                     | Phoenix Tour                 | Mr Carlton | 50 000    |
| 2022 (4)  |                  |                             |                              | |           |
| 27        | 4 juin 2022      | Ninho                       | Jefe Airlines Tour           | | 22 142    |
| 28        | 25 juin 2022     | Slimane / Vitaa             | VersuS Tour                  | Sola / Camille / Claudio Capéo / Amel Bent / Gims / Dadju | 16 203    |
| 29        | 2 juillet 2022   | Indochine                   | Central Tour                 | Vitalic / Christine and the Queens / 3SEX / Dimitri Bodianski / Lou Sirkis | 67 838    |
| 30        | 3 juillet 2022   | Indochine                   | Central Tour                 | Vitalic / Christine and the Queens / 3SEX / Dimitri Bodianski / Lou Sirkis | 67 481    |
| 2023 (7)  |                  |                             |                              | |           |
| 31        | 12 mai 2023      | Roger Waters                | This is not a Drill          | | 35 000    |
| 32        | 24 mai 2023      | Peter Gabriel               | i/o the Tou                  | |           |
| 33        | 3 juin 2023      | Mylène Farmer               | Nevermore                    | | 45 000    |
| 34        | 17 juin 2023     | M. Pokora                   | Epicentre Tour               | |           |
| 35        | 22 juin 2023     | Depeche Mode                | Mementor Mori World Tour     | Jehnny Beth | 25 000    |
| 36        | 24 juin 2023     | Soprano                     | Chasseur d'étoiles tour      | | 45 000    |
| 37        | 25 juin 2023     | Soprano                     | Chasseur d'étoiles tour      | | 45 000    |
| 2024 (1)  |                  |                             |                              | |           |
| 38        | 31 mai 2024      | Biglo & Oli                 |                              | | 20 000    |
| 2025 (10) |                  |                             |                              | |           |
| 39        | 23 avril 2025    | Ninho                       | Jefe Airlines Tour           | | 20 000    |
| 40        | 24 mai 2025      | Bruce Springsteen           | Land of Hope and Dreams tour | | 60 000    |
| 41        | 27 mai 2025      | Bruce Springsteen           | Land of Hope and Dreams tour | | 35 000    |
| 42        | 31 mai 2025      | Soprano                     | Freedom Tour                 | | 22 000    |
| 43        | 6 juin 2025      | Stars 80 vs Stars 90        | Stars 80 vs Stars 90         | Patrick Hernandez / Jean-Pierre Mader / Début de soirée / Images / Sabrina / Larusso / Hélène Segara / Michael Jones / Zouk Machine / Tina Arena / Joniece Jamison / Phil Barney / Vivien Savage / Renaud / Ophélie Winter /                                                            | 27 000    |
| 44        | 7 juin 2025      | Stars 80 vs Stars 90        | Stars 80 vs Stars 90         | Patrick Hernandez / Jean-Pierre Mader / Début de soirée / Images / Sabrina / Larusso / Hélène Segara / Michael Jones / Zouk Machine / Tina Arena / Joniece Jamison / Phil Barney / Vivien Savage / Renaud / Ophélie Winter /                                                            | 27 000    |
| 45        | 20 juin 2025     | Ed Sheeran                  | Mathematics Tour             | | 130 000   |
| 46        | 21 juin 2025     | Ed Sheeran                  | Mathematics Tour             | Pierre Garnier | 130 000   |
| 47        | 28 juin 2025     | Michel Polnareff            | Ma dernière tournée          | | NC        |
| 48        | 23 juillet 2025  | Imagine Dragons             | Loom World Tour              | | 54 000    |

## Records
Grâce à sa grande capacité modulable le stade établit ainsi plusieurs records d'affluence et de polyvalence pour une arena européenne :

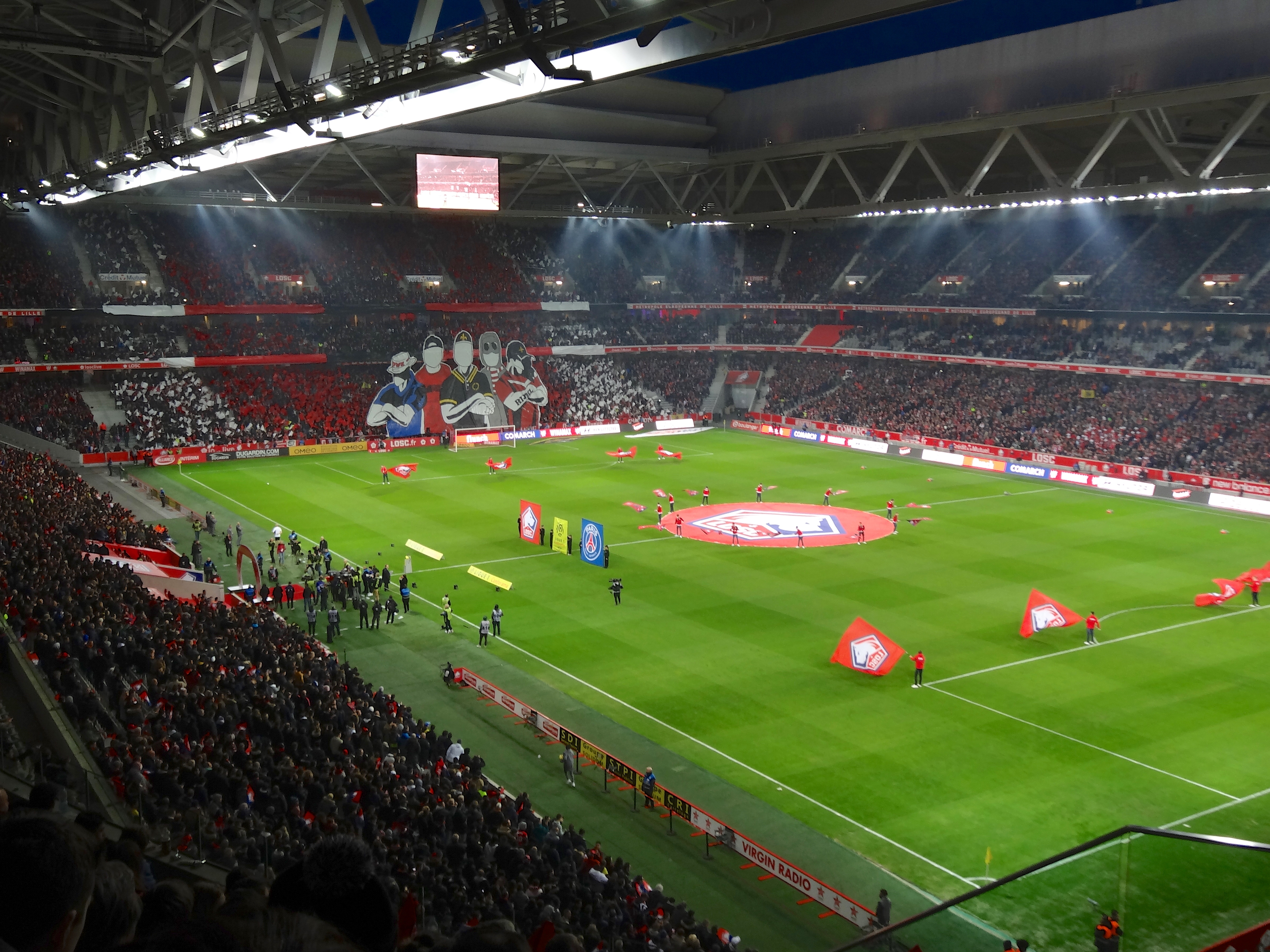
Le stade lors de son record d'affluence, le 14 avril 2019.

- Avec 27 372 spectateurs rassemblés pour assister à la finale Espagne - Lituanie du championnat d'Europe 2015, le stade bat le record européen d’affluence pour un match de basket.
- Le record de spectateurs pour un match de Coupe Davis y est battu le 21 novembre 2014 avec 27 432 personnes assistant à la finale le premier jour[58] de compétition.
- Le 17 novembre 2012 lors de la rencontre France - Argentine , le Stade Pierre-Mauroy devient le premier stade avec un toit fermé à accueillir un match de rugby officiel en France[93].
- Le 27 octobre 2012 lors de la rencontre de Ligue 1 LOSC - Valenciennes, le Stade Pierre-Mauroy devient le premier stade avec un toit fermé à accueillir une rencontre officielle de football en France[94].
- Le 21 janvier 2017 lors de la rencontre France - Islande du 25e Championnat du monde de handball masculin organisé par la France : double record d'affluence avec 28 010 spectateurs pour un match de handball en France et dans un tournoi international. L'exploit est de nouveau réalisé le 24 janvier 2017 pour le quart de finale de ce championnat entre la France et la Suède[réf. souhaitée].
- Lors du concert-événement Prodiges du 2 juin 2017 diffusé en direct sur France 2, plus de 10 000 jeunes choristes des Hauts-de-France ont accompagné les Prodiges devant 45 000 spectateurs et des millions de téléspectateurs, ce qui représente la plus grande chorale au monde sur scène[95].

| Rang | Spectateurs | Compétition (Tour)               | Rencontre                   | Date            |
| ---- | ----------- | -------------------------------- | --------------------------- | --------------- |
| 1    | 49 712      | Championnat de France de Ligue 1 | Lille OSC - Paris SG        | 14 avril 2019   |
| 2    | 49 626      | Match amical de football         | France - Jamaïque           | 8 juin 2014     |
| 3    | 49 161      | Coupe de la Ligue                | RC Strasbourg - EA Guingamp | 30 mars 2019    |
| 4    | 49 132      | Championnat de France de Ligue 1 | Lille OSC - Paris SG        | 26 janvier 2020 |
| 5    | 49 082      | Championnat de France de Ligue 1 | Lille OSC - Paris SG        | 3 février 2018  |

## Environnement et accès

### Situation
Le stade est situé à proximité immédiate de la Cité Scientifique de l'Université de Lille ainsi que des zones commerciales V2 et Héron Parc.
Le projet prévu sur le site de la Borne de l'espoir sur les communes de Villeneuve-d'Ascq et de Lezennes, choisi après le rapport de la commission présidée par Michelle Demessine,, a une emprise au sol de 15 hectares (sur 27 hectares disponibles).
Dans les années 1970, le site a été le terrain d'essais du métro automatique léger VAL développé par Matra. Sur une boucle de voies expérimentales, le prototype VAL 001 a tourné pendant des mois.
Le terrain a ensuite été, depuis les années 1980 jusqu'à la construction du stade, une zone d'accueil pour les gens du voyage. Cette zone a été relocalisée dans le quartier de la Haute-Borne.

### Accès au stade
Le ratio 15 ha/27 ha constitue le point le plus faible du dossier conjugué avec son emplacement enclavé au sud-est de Lille. En effet un stade de telle ampleur exige la construction d'un ensemble de « connexions » publiques (routes, bretelles, ponts, prolongements de métro, parkings...).
Au niveau de l'échangeur des Quatre-Cantons, la sortie 2a sur l'A22 passant par-dessus la route nationale 227, en viaduc, est créée pour canaliser les flux venant de l'A1 vers le stade.
Le stade Pierre-Mauroy est accessible en métro par les stations Cité Scientifique et 4 Cantons sur la ligne 1. De plus, une navette relie le stade à la station Les Prés – Edgard Pisani située sur la ligne 2 les jours d'évènements.
Le stade Pierre-Mauroy dispose également d'une importante offre de stationnement pour les spectateurs :
- plus de 3 500 places sont disponibles sur le site au niveau de la zone A (parkings A1, A2 et A3) ;
- plus de 3 600 places sont situées aux alentours du Stade (parking B1, C1 et C4) ;
- environ 500 places de stationnement pour les motards dans le parking A1 motos ;
- un espace dédié pour les bus sur le parking C2 bus.

### Urbanisme
Au total, plus de 7 000 places de stationnement sont prévues dont 500 au sous-sol du stade sur deux niveaux, 3 000 en silo et 3 500 sur divers sites autour du stade.
Un vaste parvis facilite la circulation des piétons entre le stade et les différentes annexes (deux hôtels, une résidence-services, un centre sport et santé, des commerces de loisirs et de nombreux restaurants).
Pour le stade, le boulevard de Tournai et le boulevard de Valmy, puis en 2013 la rue du Ventoux, sont transformés.